# Eunoe spinulosa
Eunoe spinulosa är en ringmaskart som beskrevs av Addison Emery Verrill 1879. Eunoe spinulosa ingår i släktet Eunoe och familjen Polynoidae. Inga underarter finns listade i Catalogue of Life.